# Oncilorpheus stebbingi
Oncilorpheus stebbingi là một loài chân đều trong họ Cirolanidae. Loài này được Paul & Menzies miêu tả khoa học năm 1971.